# Гимн Кыргызстана
Государственный гимн Кыргызской Республики (кирг. Кыргыз Республикасынын Мамлекеттик гимни) — один из государственных символов Кыргызстана, наряду с флагом и гербом. Гимн утверждён 18 декабря 1992 года постановлением Верховного совета Кыргызской Республики № 1141-XII. Первоначально гимн состоял из трёх куплетов и припева, однако, постановлением Жогорку Кенеша Кыргызстана № 2648-V от 27 декабря 2012 года второй куплет был исключён.
Гимн создан композиторами Насыром Давлесовым и Калыем Молдобасановым на слова поэтов Жалила Садыкова и Шабданбека Кулуева. Автор перевода на русский филолог Михаил Рудов.

## Текст гимна
Зачёркнутый текст указывает на удалённый стих.

### Киргизский текст
| Кириллица | Арабица | Транскрипция МФА |
| --- | --- | --- |
| Ак мөңгүлүү аска зоолор, талаалар, Элибиздин жаны менен барабар. Сансыз кылым Ала-Тоосун мекендеп, Сактап келди биздин ата-бабалар. Кайырма: Алгалай бер, кыргыз эл, Азаттыктын жолунда. Өркүндөй бер, өсө бер, Өз тагдырың колуңда. Байыртадан бүткөн мүнөз элиме, Досторуна даяр дилин берүүгө. Бул ынтымак эл бирдигин ширетип, Бейкуттукту берет кыргыз жерине. Кайырмасы Аткарылып элдин үмүт, тилеги, Желбиреди эркиндиктин желеги. Бизге жеткен ата салттын, мурасын, Ыйык сактап урпактарга берели. Кайырмасы | ،اق مۅڭگۉلۉۉ اسقا زوولور، تالاالار .ەلىبىزدىن جانى مەنەن بارابار ،سانسىز قىلىم الا-تووسۇن مەكەندەپ .ساقتاپ كەلدى بىزدىن اتا-بابالار :قايىرما ،العالاي بەر، قىرعىز ەل .ازاتتىقتىن جولۇندا ،ۅركۉندۅي بەر، ۅسۅ بەر .ۅز تاعدىرىڭ قولۇڭدا ،بايىرتادان بۉتكۅن مۉنۅز ەلىمە .دوستورۇنا دايار دىلىن بەرۉۉگۅ ،بۇل ىنتىماق ەل بىردىگىن شىرەتىپ .بەيقۇتتۇقتۇ بەرەت قىرعىز جەرىنە قايىرماسى ،اتقارىلىپ ەلدىن ۉمۉت، تىلەگى .جەلبىرەدى ەركىندىكتىن جەلەگى ،بىزگە جەتكەن اتا سالتىن، مۇراسىن .ىيىق ساقتاپ ۇرپاقتارعا بەرەلى قايىرماسى | [ɑq mɵŋ.gʉ.ˈlʉː ɑs.ˈqɑ zɔː.ˈɫɔr tɑ.ɫɑː.ˈɫɑr ǀ] [e.li.biz.ˈdin d͡ʑɑ.ˈnɯ me.ˈnen bɑ.rɑ.ˈbɑr ‖] [sɑn.ˈsɯz qɯ.ˈɫɯm ɑ.ɫɑ.tɔː.ˈsun me.cen.ˈdep ǀ] [sɑχ.ˈtɑp cel.ˈdi biz.ˈdin ɑ.ˈtɑ bɑ.bɑ.ˈɫɑr ‖] [qɑ.jɯr.ˈmɑ] [ɑʟ̠.ɢɑ.ˈɫɑj ber qɯr.ˈɢɯz el ǀ] [ɑ.zɑt.tɯχ.ˈtɯn d͡ʑɔ.ɫun.ˈdɑ ‖] [ɵr.kʉn.ˈdɵj ber ɵ.ˈsɵ ber ǀ] [ɵz tɑɢ.dɯ.ˈrɯŋ qɔ.ɫuŋ.ˈdɑ ‖] [ba.jɯr.tɑ.dɑn bʉt.kɵn mʉ.nɵz e.li.me ǀ] [dɔs.tɔ.ru.nɑ da.jɑr di.lin be.rʉː.gɵ ‖] [buɫ ɯn.tɯ.mɑχ el bir.di.ɟin ɕi.re.tip ǀ] [bej.qut.tuχ.tu be.ret qɯr.ʁɯz d͡ʑe.ri.ne ‖] [qɑ.jɯr.ˈmɑ] [ɑt.qɑ.rɯ.ˈɫɯp el.ˈdin ʉ.ˈmʉt ti.le.ˈɟi ǀ] [d͡ʑel.bi.re.ˈdi er.cin.dic.ˈtin d͡ʑe.le.ˈɟi ‖] [biz.ˈɟe d͡ʑet.ˈcen ɑ.ˈtɑ sɑɫ.ˈtɯn mu.rɑ.ˈsɯn ǀ] [ɯ.ˈjɯχ sɑχ.ˈtɑp ur.pɑχ.tɑr.ˈʁɑ be.re.ˈli ‖] [qɑ.jɯr.ˈmɑ] |

### Русский текст
Высокие горы, долины, поля -

Родная, заветная наша земля.

Отцы наши жили среди Ала-Тоо

Всегда свою родину свято храня.

Припев:

Вперёд, киргизский народ,

Путём свободы вперёд!

Взрастай, народ, расцветай,

Свою судьбу созидай!

Извечно народ наш для дружбы открыт,

Единство и дружбу он в сердце хранит.

Земля Кыргызстана, родная страна

Лучами согласия озарена.

Припев

Мечты и надежды отцов сбылись.

И знамя свободы возносится ввысь.

Наследье отцов наших передадим

На благо народа потомкам своим

Припев

## Порядок использования гимна
Порядок официального использования гимна Кыргызстана изложен в Законе «О государственных символах Кыргызской Республики» от 17 июля 2004 года.
Государственный гимн Кыргызстана — музыкально-поэтическое произведение, которое должно исполняться в точном соответствии с утверждённой музыкальной редакцией и текстом. Может исполняться в оркестровом, хоровом, оркестрово-хоровом либо ином вокальном и инструментальном варианте. При этом могут использоваться средства звуко- и видеозаписи, а также средства теле- и радиотрансляции. В случаях вокального и вокально-инструментального исполнения гимн Кыргызстана исполняется полностью, а в случае инструментального исполнения допускается частичное исполнение гимна — проигрывается запев и припев один раз.
При официальном исполнении гимна Кыргызстана присутствующие слушают его стоя (мужчины — без головных уборов, за исключением национального головного убора и специального головного убора лиц, религиозные убеждения которых рассматривают обнажение головы как акт неуважения), при этом граждане Кыргызстана поют гимн и прикладывают правую руку к левой стороне груди.
В случае если исполнение гимна сопровождается поднятием Государственного флага Кыргызской Республики, присутствующие поворачиваются к нему лицом.
Государственный гимн Кыргызстана исполняется в следующих случаях:
- при вступлении в должность Президента Кыргызской Республики, после принесения им присяги;
- при открытии и закрытии очередной или внеочередной сессии Жогорку Кенеша Кыргызской Республики;
- во время официальной церемонии подъёма Государственного флага Кыргызской Республики и других официальных церемоний;
- во время церемоний встреч и проводов посещающих Кыргызскую Республику с официальными визитами глав иностранных государств, глав правительств иностранных государств, официальных представителей иностранных государств, а также глав межгосударственных и межправительственных организаций — в соответствии с дипломатическим протоколом;
- во время проведения воинских ритуалов — в соответствии с общевоинскими уставами Вооружённых сил Кыргызстана;
- при проведении официальных церемоний во время международных спортивных соревнований на территории Кыргызской Республики и за её пределами — в соответствии с правилами проведения этих соревнований;
- в высших, средних специальных учебных заведениях, средних общеобразовательных школах — при церемониях открытия нового учебного года и окончания учебного года, а также на иных торжественных мероприятиях.

Государственный гимн Кыргызской Республики также может исполняться:
- при открытии памятников, при открытии и закрытии торжественных собраний, посвящённых государственным праздникам Кыргызстана, во время иных торжественных мероприятий, проводимых государственными органами, органами местного самоуправления, а также государственными и негосударственными организациями.

Государственный гимн Кыргызстана транслируется государственными, частными телевизионными и радиовещательными компаниями: ежедневно — перед началом и по окончании вещания, а при круглосуточном вещании — в 6 часов и в 24 часа по местному времени.
При проведении официальных мероприятий на территориях иностранных государств исполнение Государственного гимна Кыргызской Республики осуществляется в соответствии с правилами, установленными международным протоколом, с учётом традиций страны пребывания.

## Ответственность
Граждане Кыргызстана, а также лица, находящиеся на территории Республики, обязаны чтить гимн страны. Лица, виновные в надругательстве над гимном, несут ответственность в соответствии с законодательством Кыргызской Республики.
По действующему закону Кыргызской Республики «Об авторском праве и смежных правах» от 14 января 1998 года государственные символы не являются объектами авторских прав, поэтому музыка и слова гимна могут свободно использоваться в других музыкальных и иных произведениях искусства.

## Переводы
К предстоящему 28-летию принятия гимна Кыргызстана, 18 декабря 2020 года, Александром Ивановым — соотечественник, проживающий в Чехии, отличник культуры Кыргызской Республики, представил первый эквиритмический (выполненный с сохранением стихотворного размера) перевод киргизского гимна на чешский язык. Это первый эквиритмический перевод киргизского гимна с киргизского языка на другие языки мира.

## Гимн Кыргызстана с 1946—1992 года
- Гимн Киргизской ССР